# 朱芷玄
朱芷玄（1990年5月13日—），原名陳以庭，藝名芷玄，舊藝名Anli、梨亞 (Lia)、Honey、悟空妹 (取經妹)，台灣模特兒、電視節目主持人、廣告演員。

## 簡歷
2005年8月1日，以Anli之名進入《我愛黑澀會》，是首批加入該節目的黑澀會美眉之一。言談大膽露骨、豪放直率的她，既有「少男殺手」之稱，亦同時遭網友猛烈攻擊。但她於同年12月16日該節目淘汰賽中落敗後退出。
之後陸續為各電視綜藝節目、展場Show Girl，改名梨亞（Lia）。2009年，為中視電玩節目《數位遊戲王》助理主持，改名Honey；此時的她主持風格轉而形象清純、態度保守，性格明顯穩重極多。
2010年5月，替華義國際線上遊戲《齊天大聖Online》廣告代言，扮演女版孫悟空，以一句帶有性暗示的台詞「師父，我們一起去取經吧！」（「取經」諧音為「取精」）爆紅，遂被稱為「取經妹」、「悟空妹」。2012年6月19日改名朱芷玄。

## 爭議事件
2010年5月14日接受專訪，她表示因黃立成介紹進而認識周杰倫和潘瑋柏，周杰倫則回應對她沒什麼印象。19日、20日與24日再次接受專訪，她表示曾於2008年坐過周杰倫的黑色蝙蝠車（媒體推測應是銀色賓士車）、於滿天星斗的密室被吻。對這兩件事，周杰倫極力否認。
5月23日，媒體報導指她和荻野真有親密行為，她表示聽過他但不熟識，並否認舊網誌由她撰寫，指照片遭他人盜用。
5月18日，芷玄在自己的個人網誌發表文章，表達對經紀人曾喬譽（Perry）的不滿。隔日，經紀人以簡訊通知年代電視的工作人員，希望能提高她的通告費，結果引起製作單位的不滿。
由於她的負面新聞過多，網路上出現許多抵制的聲浪。後來作風比較低調，多在活動展場走秀的場合回應媒體的發問，使事件造成的風波趨於緩和，但她的演藝事業如曇花一現，自2012年後就沒什麼出現。

## 廣告代言
- 2009年11月4日－在線科技《問天Online》
- 2010年2月19日－戲谷《戲谷麻將》
- 2010年5月11日－華義國際《齊天大聖Online》
- 2010年5月22日－《2010年台中水湳國際旅遊展》
- 2010年11月1日－育駿科技《天策》
- 2010年－塑身內衣、保暖衛生衣

## 電視節目
- 2005年8月1日至12月16日－Channel [V]《我愛黑澀會》
- 2005年8月9日－中天綜合台《康熙來了》八年級嗆辣美眉
- 2005年9月1日－三立都會台《國光幫幫忙》八年級美眉比較放得開？
- 2009年－中視《數位遊戲王》助理主持人
- 2010年5月24日－衛視中文台《麻辣天后宮》這世界要毀滅了
- 2010年5月24日－中天娛樂台《梁陳即時》全民記者會
- 2010年－TVBS《2100全民開講》
- 2010年－衛視中文台《一袋女王》
- 2010年－JET綜合台《命運好好玩》

## 電影
- 2013年《201314》(飾演苗可)

## 外部連結
- 朱芷玄的Facebook專頁
- 悟空妹部份新聞集結 （页面存档备份，存于）（繁體中文）